# (281445) Scotthowe
(281445) Scotthowe est un astéroïde de la ceinture principale.

## Description
(281445) Scotthowe est un astéroïde de la ceinture principale. Il fut découvert le 28 septembre 2008 à Wrightwood par James Whitney Young. Il présente une orbite caractérisée par un demi-grand axe de 2,67 UA, une excentricité de 0,05 et une inclinaison de 5,2° par rapport à l'écliptique.

## Compléments